# دينيس مياتوفيتش
دينيس مياتوفيتش هو لاعب كرة قدم كرواتي، ولد في 1 يونيو 1983 في كرواتيا. شارك مع منتخب كرواتيا لكرة الصالات.

## وصلات خارجية
- دينيس مياتوفيتش على موقع الاتحاد الأوربي (الإنجليزية)